# Bronisław Pawlik (działacz konspiracyjny)
Bronisław Pawlik ps. „Bronek”, „Czarny Bronek” (zm. 1960) – działacz komunistyczny, bojownik ruchu oporu.
Działacz KZMP i KPP, m.in. w latach 1935-1936 sekretarz Komitetu Okręgowego KZMP w Zagłębiu Dąbrowskim, więzień Berezy Kartuskiej, w czasie okupacji działacz i organizator PPR w Miechowskim, od kwietnia 1944 r. sekretarz okręgu 10 PPR, od sierpnia do października 1944 r. p. o. dowódcy Obwodu IV (Krakowskiego) AL. Od sierpnia 1944 r. do wyzwolenia sekretarz Obwodu IV (Krakowskiego) PPR.